# Bart Staes
Bart Hubert Wilfried Marcel Staes (Izegem, 7 agosto 1958) è un politico belga fiammingo, membro dei Verdi. È europarlamentare dal 1999.

## Biografia

### Carriera professionale
Nel 1981, Bart Staes ha terminato i suoi studi per diventare professore di olandese, inglese e insegnante di economia nell'istruzione secondaria inferiore. Dal 1983 al 1999 è stato assistente parlamentare al Parlamento europeo, e in particolare di Jaak Vandemeulebroucke, eurodeputato dell'Unione Popolare.

### Carriera politica

#### Dall'Unione Popolare ai Verdi
Ha iniziato la sua carriera militante nell'Unione Popolare, in cui ha ricoperto diverse posizioni di comando (membro del consiglio della sua organizzazione giovanile dal 1980 al 1981 e dal 1984 al 1987, membro del suo consiglio di amministrazione tra il 1984 e il 1987 e di nuovo dal 1995 al 2001 e membro del suo ufficio dal 1995 al 2001).
Dopo che il partito si sciolse nel 2002, e dopo un breve periodo in SPIRIT, si unì ad Agalev (che divenne i Verdi un anno dopo), integradonsi immediatamente nel nuovo partito. Dell'Unione Popolare, ha conservato il flaminganstimo: « Non sento alcuna identità belga, egli giustifica. Il Belgio è stato creato per caso nella storia. Sono fiammingo in primo luogo e soprattutto. Ed europeo, poi ». Tuttavia, non si considera un separatista, dichiarando che "il Belgio è un'esperienza unica al mondo, un vero laboratorio".

#### Parlamento europeo
Alle elezioni europee del 1999 è stato eletto al Parlamento europeo nelle liste dell'Unione Popolare; si è iscritto al gruppo Verdi/ALE, composto da altri rappresentanti ecologisti e regionalisti. È stato rieletto nel 2004, questa volta come candidato dei Verdi, poi di nuovo per lo stesso partito nelle elezioni europee del 2009 e in quelle del 2014.